# Боднерень
Боднерень, Боднерені (рум. Bodnăreni) — село у повіті Сучава в Румунії. Входить до складу комуни Арборе.
Село розташоване на відстані 369 км на північ від Бухареста, 26 км на північний захід від Сучави, 141 км на північний захід від Ясс.

## Населення
За даними перепису населення 2002 року у селі проживали 329 осіб. Усі жителі села рідною мовою назвали румунську.
Національний склад населення села:
| Національність | Кількість осіб | Відсоток |
| -------------- | -------------- | -------- |
| румуни         | 300            | 91,2%    |
| цигани         | 29             | 8,8%     |